# Coryne pintneri
Coryne pintneri is een hydroïdpoliep uit de familie Corynidae. De poliep komt uit het geslacht Coryne. Coryne pintneri werd in 1897 voor het eerst wetenschappelijk beschreven door Schneider. 